# 몽키기승
몽키 기승(Monkey race)이란 등자를 짧게 하고 무릎을 구부려 궁둥이와 기좌를 가볍게 안장으로부터 떼고 상체를 앞으로 기울인 자세로 기승하는 방법으로 Tod Sloan이 대중화시켰다.
원숭이가 타고 있는 것 같이 보인다고 하여 이 이름이 붙여졌다.
이 기승법은 등이 둥글게 되고 전경자세가 되므로 공기 저항이 적어 스피드를 내는 데 유리하지만, 상체안정이 어렵고 다리 부조 사용 효과가 약해진다는 약점이 있다.